# Francisco Ayres
Francisco Ayres is een gemeente in de Braziliaanse deelstaat Piauí. De gemeente telt 5.147 inwoners (schatting 2009).
De plaats ligt op de plek waar de rivieren Piauí en Riacho Santo Aleixo in de Canindé uitmonden.

## Verkeer en vervoer
De plaats ligt aan de wegen PI-120 en PI-244.